# Violet Evergarden: Il film
Violet Evergarden: Il film (劇場版 ヴァイオレット・エヴァーガーデン?, Gekijōban Vaioretto Evāgāden) è un film d'animazione giapponese del 2020 basato sulla serie di light novel Violet Evergarden di Kana Akatsuki e sequel dell'adattamento televisivo anime del 2018. Prodotto da Kyoto Animation e distribuito da Shochiku, il film è diretto da Taichi Ishidate da una sceneggiatura scritta da Reiko Yoshida, e vede protagonisti Yui Ishikawa e Daisuke Namikawa che riprendono i loro ruoli dalla serie.
Nel film, Violet Evergarden continua nella ricerca del significato delle ultime parole lasciate da Gilbert Bougainvillea, quando riceve la richiesta di scrivere una lettera da un ragazzo di nome Yuris.
Inizialmente annunciato nel marzo 2018 come un nuovo progetto, a luglio viene specificato che si trattava di un film anime. L'aprile successivo venne annunciato che la regia del film era affidata a Taichi Ishidate mentre la sceneggiatura a Reiko Yoshida. La lavorazione è stata ritardata da un incendio doloso in uno degli edifici dello studio di Kyoto Animation e della pandemia di COVID-19. Il film  è stato presentato in anteprima in Giappone il 18 settembre 2020, e poi distribuito a livello mondiale incassando oltre 21 milioni di dollari e ha ricevendo numerosi premi e nomination, tra cui quelli al Tokyo Anime Awards Festival e al Japan Media Arts Festival.

## Trama
Daisy, la nipote di Anne Magnolia, trova le lettere inviate a sua nonna per i suoi compleanni, e inizia a interessarsi alla leggenda Violet Evergarden, nota per scrivere bellissime lettere per conto dei suoi clienti. 
Cinquant'anni prima Violet aveva ricevuto per anni delle richieste da parte di un ragazzo malato terminale di nome Yuris ovvero quello di scrivere delle lettere per la sua famiglia. Nel frattempo, Claudia Hodgins trova una lettera con un indirizzo vago e riconosce che la calligrafia è di Gilbert Bougainvillea, che pensava fosse morto. Riesce a trovarne l'origine dalla remota isola di Ekarte e decide di portare con sé Violet. Dopo aver raggiunto l'isola, Claudia trova Gilbert vivo ma privo dell'occhio destro e del braccio. Gilbert rifiuta di incontrare Violet a causa del suo senso di colpa per averle causato infelicità, pensando che lei sarà più felice senza di lui. Violet cerca di incontrarlo ma quest'ultimo insiste nel non volerla vedere, facendola crollare emotivamente.
Una tempesta impedisce a Violet e Claudia di lasciare l'isola quando ricevono un messaggio telegrafico che afferma che le condizioni di Yuris sono peggiorate. Violet ha un ultimo compito: scrivere una lettera per l'amico di Yuris, Lucas, così chiede a Iris Cannary di sostituirla. Benedict Blue porta Iris all'ospedale, dove trovano Yuris incapace di alzarsi dal letto. Decidono di lasciarlo parlare con Lucas via telefono per consegnargli il suo ultimo messaggio. Dopo la sua morte, i genitori di Yuris leggono a turno le lettere che ha richiesto a Violet. Violet scrive un'ultima lettera a Gilbert prima che lei e Claudia lascino l'isola. Toccato dalle sue parole e dal sostegno di suo fratello Dietfried, Gilbert insegue Violet mentre si imbarca su una nave. Si riunisce con Violet quando lei salta giù dalla nave e le racconta del suo amore per lei, promettendole che d'ora in poi rimarrà al suo fianco. Violet in seguito si dimette dalla CH Postal Company per vivere con Gilbert sull'isola. 
Nel presente, Daisy visita l'isola per conoscere dalla gente del posto la storia di Violet, e scrive una lettera ai suoi genitori.

## Produzione
Nel marzo 2018, una copertina per il volume della light novel Violet Evergarden ha rivelato che c'era un "nuovo progetto in corso". All'evento speciale Violet Evergarden Film & Concert nel luglio 2018, il progetto è stato rivelato essere un film anime basato sulla serie. È stato rivelato che Taichi Ishidate dirigerà il film presso la Kyoto Animation nell'aprile 2019, insieme a Reiko Yoshida come sceneggiatrice e Akiko Takase come character design. Ishidate inizialmente ha esitato a dirigere il sequel perché il finale dell'anime era "la conclusione che intendeva raccontare", ma cambiò idea dopo aver letto la sceneggiatura di Yoshidaha ritenendo che fosse preferibile un finale dove Gilbert era sopravvissuto. Nel luglio 2019, un incendio doloso ha avuto luogo in uno degli edifici dello studio di Kyoto Animation, distruggendo la maggior parte dei loro prossimi progetti in lavorazione e i materiali di animazione passati. Il comitato di produzione di Violet Evergarden ha annunciato nel settembre 2019 che il lavoro di produzione del film stava "ancora continuando", mentre l'uscita prevista per gennaio 2020 è stata ritardata. Il film è stato girato con un rapporto dello schermo di 2,31:1 invece di 16:9 che era stato precedentemente utilizzato per la serie anime, e nel film del 2019 Violet Evergarden: Eternity and the Auto Memory Doll.

## Colonna sonora

### Album
Evan Call ha rivelato che stava componendo il film nell'aprile 2019, dopo averlo fatto in precedenza per Violet Evergarden e Violet Evergarden: Eternity and the Auto Memory Doll. Nel febbraio 2020, è stato rivelato che la colonna sonora del film era stata eseguita da True intitolata "Will", con il suo singolo pubblicato in Giappone il 16 settembre. La colonna sonora originale del film è inclusa nell'album della colonna sonora di Call intitolato Violet Evergarden: Echo Through Eternity, che è stato pubblicato in Giappone il 21 ottobre 2020.

### Tracce
Musiche di Evan Call.
1. Discovering the Past – 2:50
2. Generation to Generation – 2:50
3. The Legacy of Violet Evergarden – 1:45
4. Hymn to the Sea Pt. 1 – 1:09
5. Some Scars Never Fade – 1:49
6. Sometimes Dreams Come True – 2:28
7. On That Fateful Night – 1:45
8. Dear Gilbert – 1:11
9. Though Times May Change – 1:11
10. Bonded by Tragedy – 1:47
11. Another Voice Calls Out – 1:26
12. A Young Boy's Hope – 2:10
13. Complicated Feelings – 2:17
14. Brotherhood – 2:20
15. Violet's Promise – 2:30
16. Yuris' Confession – 1:50
17. Hodgins' Request – 1:24
18. As the Days Pass Us By – 1:41
19. Hymn to the Sea Pt. 2 – 1:14
20. Beyond These Waves – 1:32
21. After All These Years – 1:53
22. The Hardships of Gilbert Bougainvillea – 2:55
23. The Heart Quivers – 2:20
24. Tears in the Rain – 3:44
25. Her Soul Yearns – 1:00
26. A Young Boy's Last Wish – 2:28
27. His Final Breath – 3:19
28. Live on for Me – 2:12
29. After the Storm Comes a New Day – 2:12
30. Violet's Final Letter – 2:17
31. Daisuke Kikuta – Michishirube ~Movie Version~ – 4:10
32. Echo Through Eternity – 3:16
33. Her Spirit Lives On – 3:16
34. Will ~Movie Version~ – 3:26
35. Satomi Kawasaki – To Future People ~Movie Version~ – 3:49

### Marketing
Un teaser trailer e una key visual sono stati pubblicati nell'aprile 2019. Un secondo teaser trailer e la key visual del film sono stati pubblicati rispettivamente a febbraio e marzo 2020. Nel marzo 2020, il film ha collaborato con il marchio di noodle istantanei Acecook per promuoverne l'uscita. Sono stati dati tre racconti scritti da Akatsuki agli spettatori che hanno visto il film in Giappone: Benedict Blue's Violet (ベネディクト・ブルーの菫?), Oscar's Little Angel (オスカーの小さな天使?), Violet Evergarden If (ヴァイオレット・エヴァーガーデン If?) e Gilbert Bougainvillea and the Transient Dream (ギルベルト・ブーゲンビリアと儚い夢?).

## Distribuzione
Violet Evergarden: il film è stato presentato in anteprima in Giappone il 18 settembre 2020, ed è stato pubblicato nei Dolby Cinema il 13 novembre, rendendolo il primo film d'animazione giapponese autonomo a farlo. L'uscita del film era precedentemente prevista per il 10 gennaio 2020, prima di essere spostata al 24 aprile a causa dell'attacco incendiario e poi a settembre a causa della pandemia di COVID-19. Il film è stato distribuito in Australia e Nuova Zelanda da Madman Entertainment, negli Stati Uniti e in Canada e stato distribuito da Funimation, mentre nel Regno Unito e in Irlanda da Anime Limited.

### Home video
Violet Evergarden: il film è stato pubblicato in Blu-ray e DVD in Giappone il 13 ottobre 2021, dalla sua uscita originale del 4 agosto, ritardata a causa di "problemi con la produzione a causa dello stato di emergenza". Per commemorare l'uscita in home video, i racconti dati agli spettatori che avevano visto il film e Eternity and the Auto Memory Doll sono stati raccolti in un unico tascabile intitolato Violet Evergarden: Last Letter (ヴァイオレット・エヴァーガーデン ~ラスト・レター~?), che è stato pubblicato in Giappone a metà gennaio 2022. Contiene altre due nuove storie intitolate Dietfried Bougainvillea If (ディートフリート・ブーゲンビリアIf?) e Starry Night and the Lonely Two (星降りの夜とさみしいふたり?). Il film è stato distribuito in 4K e HDR con la sua edizione speciale Blu-ray, rendendolo il primo film della Kyoto Animation ad essere distribuito in quei formati per una versione home video. Il film è stato trasmesso su Nippon TV il 25 novembre 2022.
Netflix ha iniziato a trasmettere in streaming il film negli Stati Uniti il 13 ottobre 2021, mentre in Giappone il 13 aprile 2022. Anime Limited ha pubblicato il film nel Regno Unito e in Irlanda su Blu-ray 4K Ultra HD il 29 agosto 2022, e lo ha distribuito con 4K UHD e Blu-ray collector's edition e Blu-ray standard edition il 5 dicembre. Crunchyroll ha pubblicato il film nelle edizioni normali e limitate del pacchetto combinato 4K Ultra HD e Blu-ray e in Blu-ray autonomo il 30 maggio 2023.

## Accoglienza

### Incassi
Violet Evergarden: il film ha incassato 20,2 milioni di dollari in Giappone e 1,4 milioni di dollari in altri territori, per un totale mondiale di 21,6 milioni di dollari. Il film è il secondo film anime di maggior incasso prodotto da Kyoto Animation e il settimo film nazionale di maggior incasso del 2020 in Giappone.
Violet Evergarden: il film ha guadagnato 5,4 milioni di dollari nel suo weekend di apertura (compresi i giorni festivi di lunedì e martedì) classificandosi al secondo posto dietro Tenet (2020) di Christopher Nolan. Il film ha guadagnato $ 1,3 milioni nel suo secondo fine settimana, rimanendo al secondo posto al botteghino con un miliardo di yen nel suo terzo fine settimana dopo aver guadagnato $ 1,2 milioni. Oltre 1 milione di biglietti sono stati venduti per il film nel suo quinto fine settimana. Il film è rimasto nella top ten del box office giapponese per 11 settimane consecutive dalla sua uscita. Il film ha incassato 2 miliardi di yen (19,3 milioni di dollari) nel suo dodicesimo fine settimana.

### Critica
Il sito aggregatore di recensioni Rotten Tomatoes ha riportato un indice di gradimento del 100%, con un punteggio medio di 9,2/10, basato su 10 recensioni. In Giappone il film ha avuto un indice di approvazione di 4,39 su Filmarks, classificandosi al primo posto nel sondaggio Satisfaction Ranking del 2020.
Violet Evergarden: il film ha ricevuto elogi dal designer di videogiochi giapponese Hideo Kojima. Phuong Le di The Guardian ha dato al film 4 stelle su 5, lodando la sua animazione "mozzafiato" ritenendo che il film servisse non solo a "chiudere il personaggio, ma a sancire il commovente ritorno per uno degli studi di animazione più amati del Giappone" dopo l'attacco incendiario. Richard Eisenbeis di Anime News Network ha classificato il film come ottimo ("A"), descrivendolo come un' "esperienza emotiva con una profonda comprensione della condizione umana", ed elogiando le tre storie sovrapposte che ti "distruggono emotivamente", le immagini "vibranti" e la musica "perfettamente composta".  La collega di Eisenbeis, Kim Morrissy, ha classificato il film come buono ("B"), trovando la sua durata di due ore un "danno per il tipo di narrazione che stava cercando", sostenendo che il franchise funzionava "meglio in puntate brevi e dolci" mentre sentiva che la trama su Violet e Gilbert era "piatta".

## Riconoscimenti
- 2021 - Mainichi Film Awards[49]
  - Candidatura per il Miglior film d'animazione
- 2021 - Tokyo Anime Awards Festival[50]
  - Anime dell'anno
  - Premio per gli scrittori
  - Premio per gli Artisti Visivi
- 2021 - Kyoto Digital Amusement Awards[51]
  - Premio del Governatore di Kyoto
- 2021 - Japan Media Arts Festival[52]
  - Animation Awards Premio eccellenza
- 2021 - Japan Academy Film Prize[53]
  - Animazione dell'anno